# Maumoon Abdul Gayoom
Maumoon Abdul Gayoom (tên khai sinh: Abdulla Maumoon Khairi; sinh ngày 29 tháng 12 năm 1937) là một chính khách, nhà ngoại giao và học giả người Maldives, người đã giữ chức vụ Tổng thống Maldives từ năm 1978 đến năm 2008. Ông từng giữ chức vụ Bộ trưởng Giao thông từ năm 1977 đến năm 1978, và là Đại diện Thường trực của Maldives tại Liên Hợp Quốc từ năm 1976 đến năm 1977. Sau khi phục vụ sáu nhiệm kỳ tổng thống, Gayoom trở thành tổng thống có thời gian cầm quyền lâu nhất tại châu Á.
Gayoom sinh ra và lớn lên ở Malé. Sau khi tốt nghiệp từ Đại học Ahmadu Bello ở Nigeria, ông trở về Maldives vào năm 1971 và làm giáo viên tại Trường Aminiya. Ông sau đó được bổ nhiệm làm quản lý bộ phận vận tải biển của chính phủ. Gayoom đã bị quản thúc tại gia vào năm 1973 vì chỉ trích chính sách của tổng thống khi đó là Nasir. Ông bị lưu đày đến Makunudhoo trong bốn năm nhưng được thả chỉ sau năm tháng như một phần trong ân xá sau khi Tổng thống Nasir tái đắc cử nhiệm kỳ thứ hai. Vào năm 1974, ông lại bị bắt vì tiếp tục chỉ trích chính sách của Nasir, nhưng sau 50 ngày trong tù, ông được thả và vào năm 1975, được bổ nhiệm làm Thư ký Đặc biệt tại Văn phòng Thủ tướng. Gayoom sau đó giữ chức vụ Phó Đại sứ của Maldives tại Sri Lanka và được bổ nhiệm làm Thứ trưởng Giao thông dưới thời Bộ trưởng Hassan Zareer. Sau khi làm Thứ trưởng, ông được bổ nhiệm làm Đại diện Thường trực của Maldives tại Liên Hợp Quốc vào năm 1976. Sau khi có sự khuyết chức vụ bộ trưởng giao thông, Gayoom được bổ nhiệm vào vị trí này. Khi Tổng thống Nasir quyết định không ra tranh cử lại, một cuộc bỏ phiếu tại Majlis Công dân đã chọn Gayoom làm ứng cử viên. Vào tháng 7 năm 1978, Gayoom đã thắng cuộc trưng cầu dân ý tổng thống với 92,96% số phiếu bầu.
Trong thời gian cầm quyền của mình, các chính sách kinh tế đã ưu tiên phát triển cơ sở hạ tầng và du lịch, điều này đã thúc đẩy mạnh mẽ tăng trưởng kinh tế quốc gia. Ông đã giới thiệu các cải cách giáo dục nhằm mở rộng khả năng tiếp cận giáo dục tiểu học và trung học và cải thiện chăm sóc sức khỏe bằng cách thành lập các cơ sở y tế mới. Để đối phó với bất ổn chính trị và các yêu cầu về dân chủ nhiều hơn, Gayoom đã khởi xướng các cải cách hiến pháp chuyển đổi từ hệ thống tổng thống sang hệ thống bán tổng thống, nhằm tăng cường sự tham gia chính trị và tính minh bạch. Tuy nhiên, nhiệm kỳ tổng thống của ông đã gặp phải chỉ trích vì hạn chế các quyền tự do chính trị và đàn áp đối lập. Cuộc đảo chính năm 1988 đã thúc đẩy một sự chú ý vào việc củng cố lực lượng vũ trang. Cơn sóng thần năm 2004 đã có tác động sâu sắc đến chính quyền của ông, dẫn đến việc mất 62% GDP và gần hai thập kỷ phát triển, điều này đã định hình lại các chính sách của ông và cần có nỗ lực tái thiết rộng lớn. Mặc dù đối mặt với nhiều thách thức, nhiệm kỳ dài của Gayoom, các chính sách nghiêm ngặt và vi phạm nhân quyền đã khiến ông có được danh tiếng như một nhà độc tài.
Sau khi thất bại trong cuộc bầu cử tổng thống năm 2008 trước Mohamed Nasheed, đánh dấu cuộc bầu cử đa đảng đầu tiên của Maldives, Gayoom đã chọn một phong cách công khai thấp. Vào năm 2018, Gayoom bị bắt với các cáo buộc âm mưu lật đổ chính phủ trong bối cảnh khủng hoảng chính trị năm 2018, và bị tuyên án 19 tháng tù vì cản trở công lý sau khi từ chối hợp tác với cảnh sát và tư pháp. Ông đã bị quản thúc tại gia vào tháng 9 năm 2018 do lo ngại về sức khỏe và được thả với bảo lãnh sau đó trong tháng. Ông đã được tuyên bố trắng án đối với tất cả các cáo buộc vào tháng 10 năm 2018.

## Tiểu sử

### Thời niên thiếu
Maumoon Abdul Gayoom sinh ra với tên Abdulla Maumoon Khairi vào ngày 29 tháng 12 năm 1937, tại nhà của cha ông ở Machangoalhi, Malé. Ông là đứa con đầu lòng của Abdul Gayoom Ibrahim và Khadheeja Moosa, đồng thời là đứa con thứ mười của Abdul Gayoom. Cha của Gayoom là một luật sư và giữ chức vụ Tổng chưởng lý thứ bảy của Maldives từ năm 1950 đến 1951. Gayoom là hậu duệ của các triều đại Hilaalee và Dhiyamigili, với tổ tiên là người Ả Rập và người châu Phi.

### Giáo dục
Khi lên mười tuổi, Gayoom được cấp một học bổng của chính phủ để học tập tại Cairo, Ai Cập vào năm 1947. Do chiến tranh Ả Rập-Israel năm 1948, ông đã ở lại Colombo, Sri Lanka trong hai năm rưỡi, trong thời gian đó ông học tại Trường Buona Vista ở Galle và Trường Royal ở Colombo. Gayoom đến Cairo vào ngày 6 tháng 3 năm 1950, lúc mười hai tuổi, vào lúc 4:00 sáng. Khi đến Cairo, ông đã đăng ký vào Đại học Al-Azhar, nơi ông hoàn thành cả bằng cử nhân và thạc sĩ về Luật và Hồi giáo. Gayoom đã xác định lĩnh vực nghiên cứu cho luận án của mình và nộp một đề xuất, được trường chấp nhận, dẫn đến việc ông được đăng ký là sinh viên tiến sĩ. Tuy nhiên, khi chính phủ của Ibrahim Nasir công nhận Israel và thiết lập quan hệ ngoại giao, Gayoom đã bày tỏ sự phản đối mạnh mẽ bằng cách gửi một bức thư tới Nasir. Kết quả là, ông bị cấm nhập cảnh vào Maldives và bị đưa vào danh sách đen của chính phủ, buộc ông phải sống ở nước ngoài trong hai mươi bốn năm. Trong thời gian học tại Đại học Azhar, Gayoom cũng đã dành sáu tháng để học tiếng Ả Rập và sau đó gia nhập giảng viên của trường, tốt nghiệp vào năm 1966. Ngoài ra, ông còn nhận được chứng chỉ trình độ trung học về tiếng Anh từ Đại học Mỹ ở Cairo.
Sau khi kết hôn với Nasreena Ibrahim vào năm 1969, Gayoom gia nhập Đại học Ahmadu Bello ở Zaria, Nigeria, nơi ông làm giảng viên về Nghiên cứu Hồi giáo.

### Hôn nhân và Con cái
Vào năm 1965, Gayoom 27 tuổi đã gặp Nasreena Ibrahim 15 tuổi ở Cairo trong thời gian cô đang học tập tại đây. Bốn năm sau, vào ngày 20 tháng 7 năm 1969, cặp đôi kết hôn tại Cairo, Ai Cập, trước khi chuyển đến Nigeria để Gayoom theo học tại Đại học Ahmadu Bello.
Một năm sau khi kết hôn, Maumoon Abdul Gayoom và Nasreena chào đón đứa con đầu lòng của họ, cặp sinh đôi Dunya và Yumna, vào ngày 20 tháng 3 năm 1970. Con trai đầu lòng của họ, Ahmed Faris, sinh ra ở Malé vào ngày 31 tháng 3 năm 1971, tiếp theo là con trai thứ hai, Mohamed Ghassan, sinh vào ngày 12 tháng 6 năm 1980 trong thời gian Gayoom nắm giữ chức vụ tổng thống.

## Tổng thống (1978–2008)
Tổng thống (1978–2008)
Maumoon Abdul Gayoom được tuyên thệ nhậm chức Tổng thống thứ ba của Cộng hòa Maldives vào ngày 11 tháng 11 năm 1978 lúc 12:00 AM. Lời tuyên thệ của ông được thực hiện bởi thẩm phán Moosa Fathhy. Một trong những điều đầu tiên Gayoom thực hiện khi bắt đầu nhiệm kỳ của mình là nâng cấp hệ thống giáo dục và chăm sóc sức khoẻ ở Maldives.

### Nhiệm kỳ đầu tiên và thứ hai (1978–1988)

#### Nỗ lực ám sát năm 1980
Vào tháng 2 năm 1980, cựu Tổng thống Ibrahim Nasir, cùng với anh rể Ahmed Naseem, Bộ trưởng Y tế Mohamed Musthafa Hussain và doanh nhân Mohamed Yusuf, đã thuê chín cựu thành viên của Đặc nhiệm Không quân Hoàng gia Anh (SAS) để thực hiện một cuộc ám sát và đảo chính nhằm vào Gayoom. Các lính đánh thuê được cho là đã hoạt động từ một căn cứ ở Sri Lanka, thực hiện một số chuyến trinh sát chuẩn bị cho nhiệm vụ. Họ được cung cấp vũ khí và hứa hẹn sẽ nhận được khoản thanh toán 60.000 USD mỗi người cho dịch vụ của mình. Tuy nhiên, kế hoạch ám sát cuối cùng đã bị huỷ bỏ bởi các nhân viên SAS do xuất hiện những nghi ngờ về hoạt động này.

### Cuộc Đảo Chính Năm 1988
Vào ngày 3 tháng 11 năm 1988, một cuộc đảo chính nhằm lật đổ Tổng thống Maumoon Abdul Gayoom đã được thực hiện bởi một nhóm người Maldives, cùng với các lính đánh thuê có vũ trang từ tổ chức quân sự Tamil ở Sri Lanka, Tổ chức Giải phóng Nhân dân Tamil Eelam (PLOTE). Cuộc đảo chính này được tổ chức bởi Abdullah Luthufi, một doanh nhân Maldives, người muốn lật đổ chính phủ của Gayoom.
Chính quyền của Gayoom đối mặt với sự phản đối mạnh mẽ, với những nhân vật chủ chốt như Luthufi quyết tâm loại bỏ ông khỏi quyền lực do sự không hài lòng với bối cảnh chính trị và sự thiếu cơ hội cho sự phản đối. Luthufi tin rằng một lực lượng bên ngoài là cần thiết để thúc đẩy sự thay đổi này, vì các quy trình bầu cử nội địa được cho là không hiệu quả. Mối liên hệ chặt chẽ của ông với Tổ chức Giải phóng Nhân dân Tamil Eelam (PLOTE) đã cho phép ông thương thảo về hỗ trợ quân sự dưới hình thức một đội tấn công gồm 80 thành viên. Các cuộc thảo luận chiến lược về một cuộc tấn công đường biển bắt đầu vào năm 1987, chịu ảnh hưởng từ sự triển khai của Lực lượng Gìn giữ Hòa bình Ấn Độ tại Sri Lanka. Bên cạnh đó, Luthufi đã nhận được sự hỗ trợ từ những thành viên quân đội Maldives đồng cảm, làm nổi bật sự phức tạp của tình hình chính trị trong thời kỳ cầm quyền của Gayoom.
Gayoom đã liên lạc với các quốc gia láng giềng và các nước khác để tìm kiếm sự trợ giúp, tiếp cận Ấn Độ, Vương quốc Anh, Hoa Kỳ và Singapore để yêu cầu hỗ trợ quân sự. Thủ tướng Ấn Độ Rajiv Gandhi đã phản hồi kịp thời, và chỉ trong vài giờ, Ấn Độ đã tiến hành Chiến dịch Cactus. Các lính dù Ấn Độ đã được không vận đến Maldives và hạ cánh ở Malé vào cùng ngày, chiếm giữ các địa điểm quan trọng và khôi phục trật tự. Sự can thiệp của Ấn Độ đã có tác động quyết định, với các thủ lĩnh đảo chính không thể kháng cự khi quân đội nước ngoài đến.
Cuộc đảo chính đã bị dập tắt hiệu quả chỉ trong vài giờ sau khi quân đội Ấn Độ có mặt. Sự giải quyết nhanh chóng của cuộc đảo chính đã củng cố vị trí của Gayoom, và ông đã công khai bày tỏ lòng biết ơn đối với chính phủ Ấn Độ vì sự can thiệp kịp thời của họ.
Sau cuộc đảo chính, người lập kế hoạch Abdullah Lutufi và trợ lý của ông, Sagar Nasir, đã bị tuyên án tử hình. Tuy nhiên, theo Gayoom, các bản án đã được giảm xuống còn án tù chung thân 25 năm.

### Tsunami năm 2004
Tsunami Ấn Độ Dương năm 2004 là một bước ngoặt quan trọng trong nhiệm kỳ tổng thống của Gayoom. Đáp lại thảm họa này, Tổng thống Gayoom đã phát biểu trước quốc dân vào buổi tối của ngày xảy ra thảm họa, khẳng định rằng công dân nên hợp tác với chính phủ để khôi phục sau những thiệt hại.
Tsunami đã gây ra sự tàn phá lớn, dẫn đến việc mất hơn ba thập kỷ phát triển và ước tính 62% GDP của đất nước, với tổng chi phí thiệt hại khoảng 460 triệu USD. Theo ước tính của Ngân hàng Thế giới, Maldives đã trải qua tỷ lệ tăng trưởng GDP là 13,75% vào năm 2003; tuy nhiên, con số này đã giảm xuống -11,223% vào năm 2004 do hậu quả trực tiếp của tsunami. Dù đã có nhiều nỗ lực khôi phục, nhiều thiệt hại vẫn chưa được giải quyết đến cuối nhiệm kỳ của Gayoom.
Gayoom đã tuyên bố tình trạng khẩn cấp sau thảm họa quốc gia vào cùng ngày, và một đội đặc nhiệm đã được thành lập để cung cấp viện trợ và hàng hóa. Nỗ lực cứu hộ đã bị cản trở bởi việc mất liên lạc với hơn 1.000 hòn đảo của quốc gia, cũng như thiếu kế hoạch ứng phó thảm họa đầy đủ.